# 斯妮佳娜·奧諾普卡
斯妮佳娜·沃洛迪米里芙娜·奧諾普卡（羅馬化：Snizhana Volodymyrivna Onopko；1986年12月15日—），烏克蘭超級名模。她是高級時裝品牌：Gucci、Lanvin、Prada、Tom Ford、Dolce&Gabbana的代言人。斯妮佳娜上過Harper's Bazaar、Numero、Vogue Paris及Vogue Italia等雜誌封面或內頁。她曾多次與時尚攝影大師Steven Meisel合作。她也有參與Chanel、Balmain、Dolce & Gabbana、Versace、Gucci，Marc Jacobs等著名時裝及奢侈品的時裝展。
在2007年的紐約秋冬時裝週，斯妮佳娜因為資生堂拍攝廣告而缺席。其後，她參與米蘭時裝週，為Burberry，Gucci，Dolce & Gabbana等品牌走秀。她空靈的氣質，淡然的眼神和凌厲的台步是她的個人特色。